# 赫鲁晓夫解冻
赫鲁晓夫解冻（羅馬化：khrushchovskaya ottepel）指因苏共中央第一书记尼基塔·赫鲁晓夫在1950年代中期到1960年代实行去斯大林化和和平共处政策后，苏联政治和文化上的解冻现象。斯大林时期对社会的监控和压迫得到了解除，大量被流放古拉格劳改营的政治犯被释放。该名称因苏联作家伊利亚·爱伦堡1954年发表的小说《解冻》（оттепель）得名。
1953年斯大林死后，赫鲁晓夫在苏共二十大上发表了批判斯大林的《关于个人崇拜及其后果》，并在权力斗争中将亲斯大林的官员逐出克里姆林宫。随着赫鲁晓夫在1954年访问中国以及在1955年访问因苏南冲突而关系冷淡的南斯拉夫，同年他与艾森豪威尔会面并在1959年访美，标志着赫鲁晓夫解冻走向高潮。1964年10月，赫鲁晓夫因政变被迫下台，继任的苏共中央第一书记勃列日涅夫开始推行更加保守的政策，赫鲁晓夫解冻无疾而终。
苏联社会在赫鲁晓夫解冻时期发生了不可逆转的转变，苏联逐渐放开了国际贸易、教育和文化领域以及外来文化的限制，苏联與西方合作也獲得了一系列新技術，经济制度上推进了部分改革，苏联亦大规模投入到国际体育赛事中。文艺活动、艺术节以及大众媒体逐渐变得开放和多元化。雖然赫鲁晓夫減緩了苏联積弊已久的壓抑氣氛，但隨後改革再度陷入停滯，这种政治和文化的变革对苏联在20世紀後半甚至是解體時的思想解放产生了影响。

## 赫鲁晓夫和斯大林

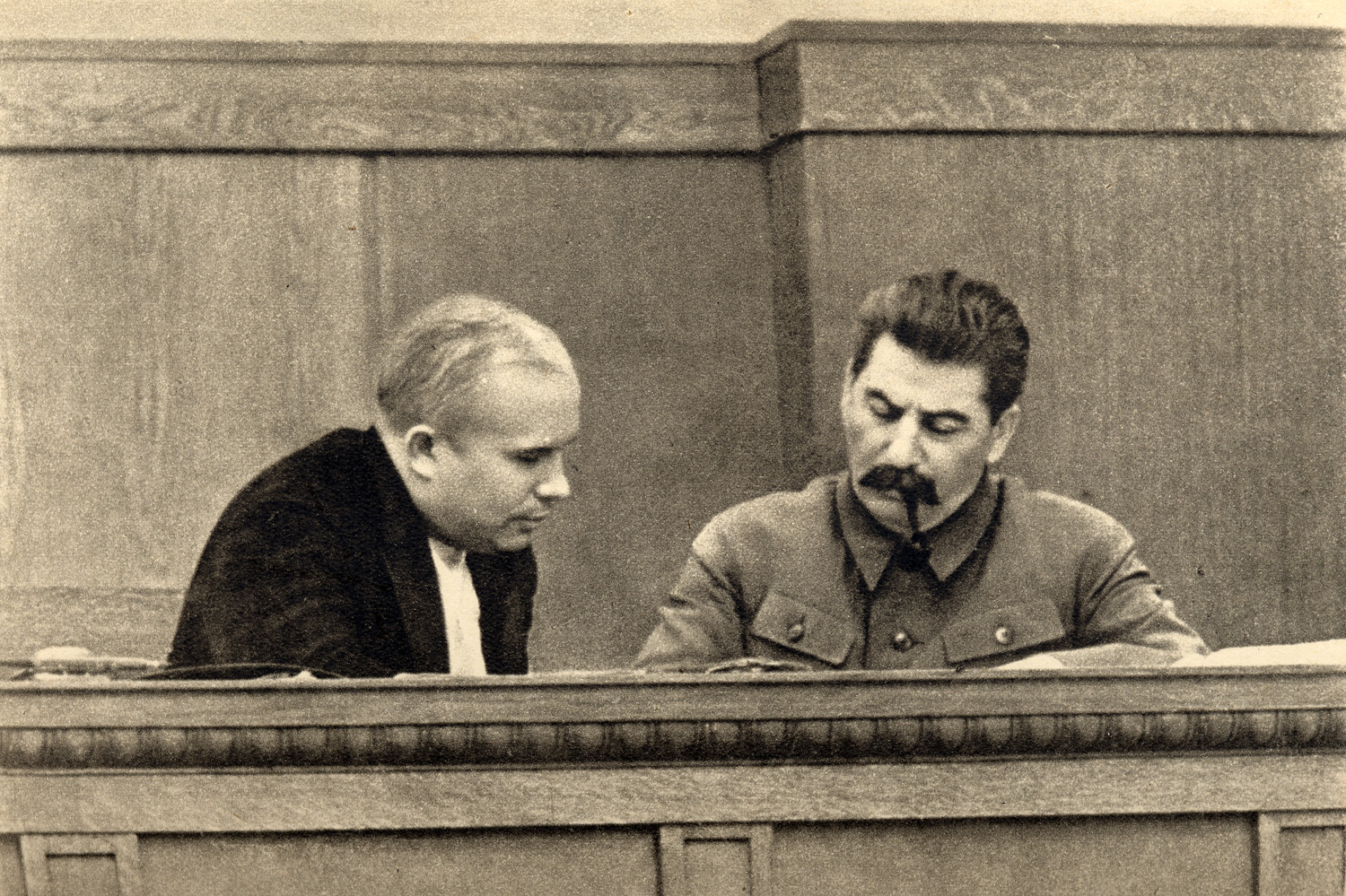
赫鲁晓夫与斯大林，1936,克里姆林

赫鲁晓夫的解冻起源于与斯大林下属之间的权力斗争。 一些红军军官，例如朱可夫元帅和忠于他的官员，与斯大林的特工部门关系十分紧张表面上，苏联红军和领导层在打赢二战后更加团结了。然而,在斯大林周围高层的密谋，和来自斯大林自身的不信任，使得赫鲁晓夫开始寻求依附。这场权力斗争是赫鲁晓夫在斯大林在世时暗中准备的，并在斯大林于1953年3月去世后开始。同时赫鲁晓夫的人几乎遍布了苏联各个部门,这是他在日后得以除掉反对派，变更意识形态的关键。
斯大林的领导统治到达了新的极端，例如强制人口转移、列宁格勒案件、医生案件，和对知识分子的批判。同时,战后大量士兵和各级官员了解到其他国家不同于苏联的生活方式，在斯大林的命令下，许多人再次被捕并受到惩罚，同时批评一些高级将领。朱可夫以从战败德国中获取了大量战利品为由而遭到批判，这些战利品被安全机关没收，朱可夫元帅被降职，公开批判后被流放；他成了坚定的反斯大林主义者。斯大林去世后，赫鲁晓夫将朱可夫召回以便进行新的政治斗争。
赫鲁晓夫和朱可夫元帅之间的临时联盟是建立在他们相似的背景、利益和弱点之上的：两人都是农民出身，都有着政治野心，都被曾斯大林迫害，都反对斯大林主义。赫鲁晓夫和朱可夫需要合作以消除他们在苏联领导集团中的共同敌人。
1953年，朱可夫帮助赫鲁晓夫处决了时任苏联部长会议第一副主席贝利亚，以及斯大林手下的其他几位人物。不久，赫鲁晓夫下令从古拉格集中营释放数百万政治犯。根据一些作家的说法，在赫鲁晓夫的统治下，苏联的囚犯人数从1300万人减少到500万人。
赫鲁晓夫还提拔和培养了列昂尼德·勃列日涅夫，1952年将他介绍给斯大林，然后赫鲁晓夫将勃列日涅夫升至政治局，并任命他为红军和海军政治局局长，并将他提升到其他要职。作为回报，勃列日涅夫帮助赫鲁晓夫在与保守派的几次关键对抗中打破了权力平衡，促成包括以莫洛托夫和马林科夫为首的亲斯大林主义者的下台。

## 苏共二十大秘密报告

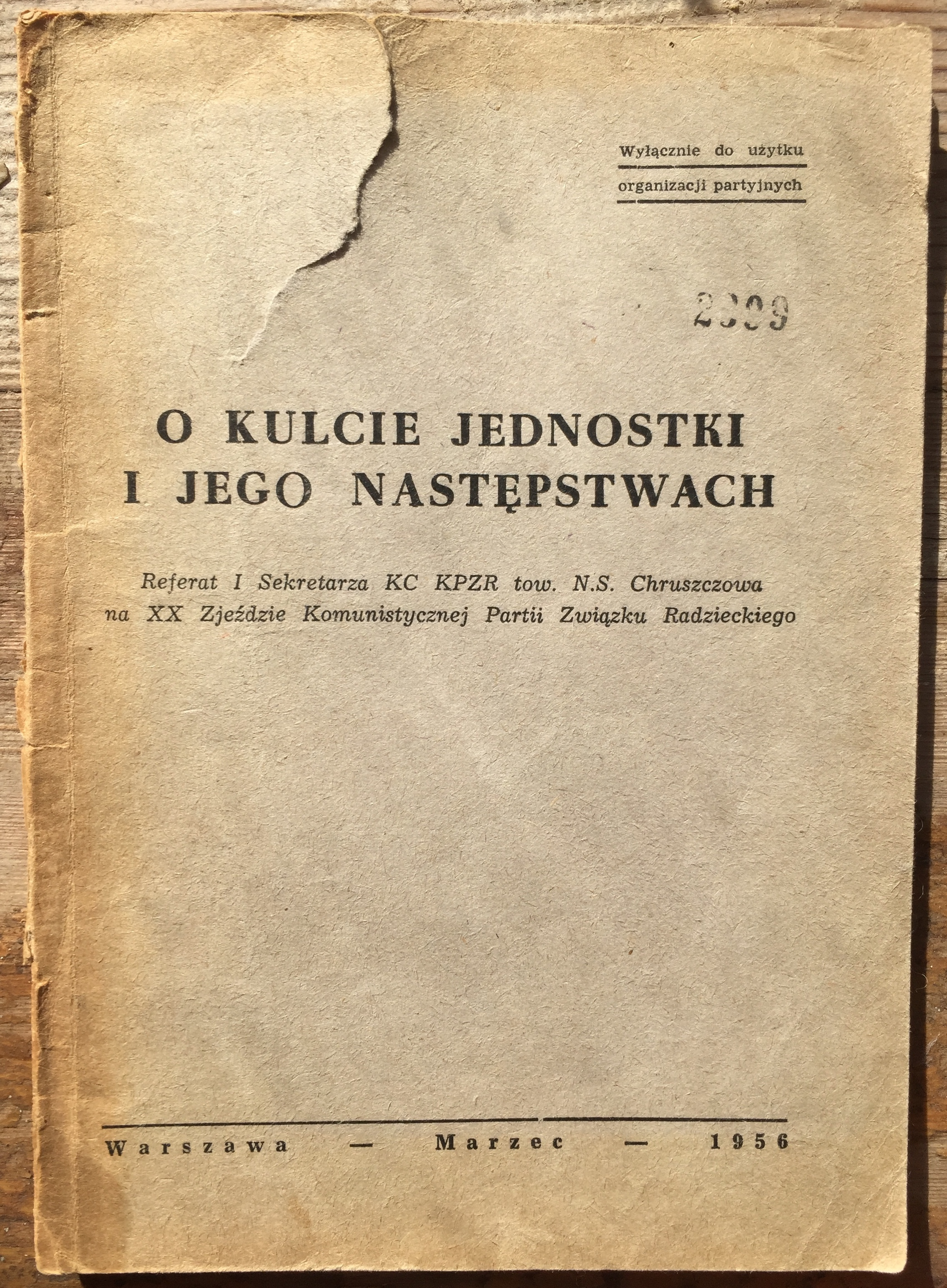
《关于个人崇拜及其后果》，华沙，1956年3月秘密演讲的第一版，出版供波兰统一工人党内部使用。

赫鲁晓夫在1956年2月25日午夜之后在第二十届党代会秘密会议上发表的关于个人崇拜及其后果中批评了斯大林。
在这次演讲中，赫鲁晓夫批判了斯大林的个人崇拜和大清洗杀死了数以百万计的人口。 演讲发表后，从1956年3月5日起，以删减版的形式在苏联各地的苏共党员中传播。
赫鲁晓夫与他的盟友阿纳斯塔斯·米高扬和一小群著名的古拉格释放者发起了一场平反浪潮。 恢复了在斯大林领导下的大清洗中被杀害或监禁的数百万无辜受害者的名誉。 此外，通过党内外媒体采取试探性的举措，以放松斯大林统治时期对言论自由的限制。

## 影响

### 1957年党争
苏联共产党的一些人被赫鲁晓夫1956年的演讲激怒，反对赫鲁晓夫的去斯大林化和自由化措施。赫鲁晓夫发表秘密讲话一年后，斯大林主义者企图将赫鲁晓夫从苏联共产党的领导岗位上赶下台。
考虑到赫鲁晓夫参与了斯大林的大清洗，而且曾为斯大林的要员之一，赫鲁晓夫的反对者认为他是虚伪的，并且在意识形态路线上是错误的。他们认为，赫鲁晓夫的和平共处政策将使苏联处于冷战的被动地位。维亚切斯拉夫·莫洛托夫、拉扎尔·卡冈诺维奇、格奥尔基·马林科夫和德米特里·谢皮洛夫，并于1957年5月试图将他罢免。
在朱可夫和米高扬等人的支持下，赫鲁晓夫的地位并没有被撼动。在1957年6月下旬召开的中央委员会特别会议上，赫鲁晓夫将他的反对者称为反党集团，并再次确认其为第一书记。然后，他罢免了莫洛托夫、卡加诺维奇和马林科夫，将他们开除党籍。

### 经济与政治上的混乱
赫鲁晓夫改革苏联工业基础设施的尝试导致他与苏联经济大多数部门的专业人士发生冲突。1957年他出于政治动机削弱中央国家机构，建立区域经济委员会取代了莫斯科的工业部，在领导层中树立了许多新的反对者。
赫鲁晓夫虽树立起了权威，但无法斯大林相比，并最终导致了他的失势。许多进入苏联体制内的年轻的新官员，例如米哈伊尔·戈尔巴乔夫，都有着独立的思维。
1956年，赫鲁晓夫提出了最低工资的概念。这个想法遭到了强硬派的批评，他们声称最低工资是如此之低，以至于大多数人在现实中仍然被低估了。接着是计划中的金融改革。更换了带有斯大林肖像的旧钞票，旧卢布以10:1的比例兑换新卢布。
1961年，赫鲁晓夫完成了与斯大林的斗争，斯大林的遗体被从红场的列宁陵墓中移走，然后埋在克里姆林宫的城墙外。 将斯大林的遗体移出列宁陵墓可以说是赫鲁晓夫在解冻期间采取的最具挑衅性的举动之一。激化了亲斯大林主义者对赫鲁晓夫的反对，甚至疏远了他忠实的下属列昂尼德·勃列日涅夫。

## 文学和艺术的自由化
1950年代初以后，苏联社会享受了一系列规模空前的文化体育赛事和娱乐活动，如第一届斯巴达克运动会，观看喜剧片，如《狂欢夜》，举办流行音乐节。一些古典音乐家、电影制片人和芭蕾舞明星被允许在苏联以外的地方露面，以便更好地向世界展示苏联文化。
1956年，苏美两国政府达成协议，恢复美国制作的《美国》杂志在苏联的出版发行，并在美国发行对应的《苏联》杂志。
1956年夏天，在赫鲁晓夫发表秘密讲话几个月后，莫斯科举办了斯巴达克运动会。莫斯科接待了来自所有加盟共和国的大型运动队和身着各民族服装的观众团体。赫鲁晓夫利用这一活动强调了他新的政治和社会目标，并表明自己是一个与斯大林完全不同的新领导人。
1957年7月，第六届世界青年与学生联欢节在莫斯科举行。这是在苏联举办的首届世界青年学生节，首次向世界敞开大门。该节日吸引了来自130个国家的34,000 人参加。
1958年，第一届柴可夫斯基国际音乐比赛在莫斯科举行。获胜者是美国钢琴家范·克莱本，他演奏了俄罗斯音乐并轰动一时。赫鲁晓夫亲自批准将最高奖项授予这位美国音乐家。
赫鲁晓夫的解冻使苏联社会在一定程度上允许了一些外国电影、书籍、艺术和音乐。随着苏联官方审查政策的改变，一些以前被禁止的作家和作曲家，如安娜·阿赫玛托娃和米哈伊尔·佐申科等，重回公众视野。一些国际知名作家的书籍，如海明威的书，出版了数百万册，以满足苏联读者的兴趣。
1962年，赫鲁晓夫亲自批准出版了亚历山大·索尔仁尼琴的小说《伊万·杰尼索维奇的一天》，轰动一时，成为历史上第一本关于古拉格劳改营的未经审查的出版物。
文化解冻的时代在赫鲁晓夫参观前卫艺术展事件之后结束于1962年12月。

## 国际关系
1953年斯大林逝世和1956年2月苏共第二十次代表大会对整个东欧产生了巨大影响。实际上，匈牙利，波兰，保加利亚和东德的文学解冻发生在苏共二十大之前，二十大之后在捷克斯洛伐克和毛时期的中国有过短暂开放。除了主要的斯大林主义和反铁托主义的阿尔巴尼亚外，罗马尼亚是唯一一个知识分子避免与该苏联发生公开冲突的国家，部分原因是战后的罗马尼亚没有发生过任何抗议行动。

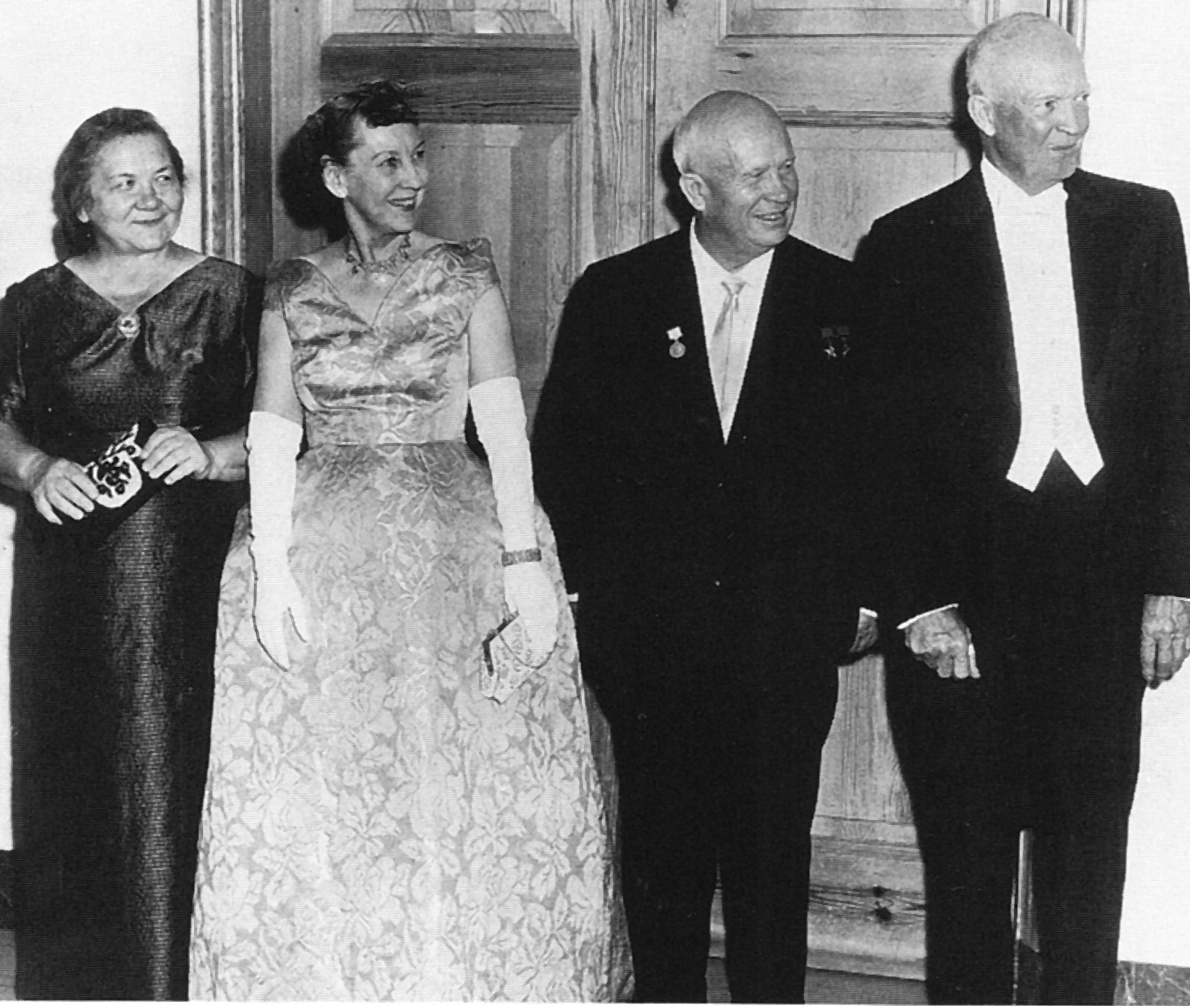
从左到右： 1959 年国宴上的尼娜·库哈丘克、玛米·艾森豪威尔、尼基塔·赫鲁晓夫和德怀特·艾森豪威尔

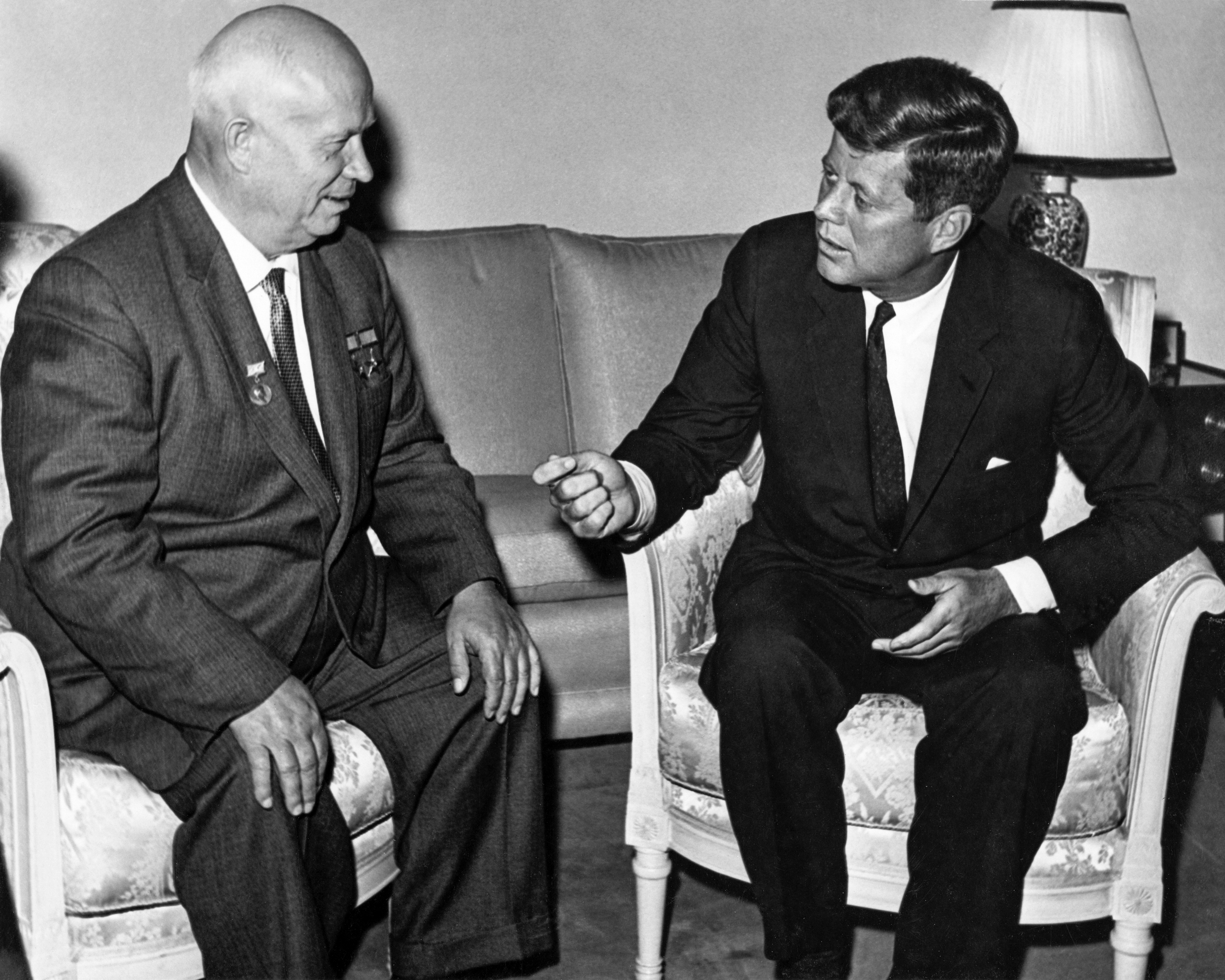
1961 年赫鲁晓夫会见美国总统约翰·肯尼迪

在西方，由于赫鲁晓夫对苏联的去斯大林化和和平共处理论，也由于美国总统艾森豪威尔的谨慎态度和和平尝试，紧张局势得以缓和。例如，两位领导人都试图通过参加1955年日内瓦国际和平峰会并制定开放天空政策和寻求武器协议来实现和平。正如赫鲁晓夫所说，领导人的态度使他们能够“打破僵局”。
1960年U-2擊墜事件严重破坏了这种合作精神。苏联在1960年5月的巴黎和平峰会上介绍被击落的飞行员弗朗西斯·加里·鲍尔斯，同时艾森豪威尔拒绝道歉，结束了这段和平时期。1961年，赫鲁晓夫批准修建柏林墙。
1962年古巴导弹危机期间，赫鲁晓夫国际政治地位进一步恶化。当时，苏联和国际媒体正在制造两种截然相反的现实画面，而世界正处于核战争的边缘. 尽管赫鲁晓夫与美国总统约翰·肯尼迪之间的直接沟通有助于结束危机，但赫鲁晓夫在西方的政治形象受到了损害。

## 社会和经济改革

### 消费主义
1959年7月在莫斯科举行了美国国家展览会，目的是展示美国的生产力的繁荣。美国人的潜在目标是让苏联减少重工业的生产。以降低苏联军需物资的生产。估计有超过2000万苏联公民在接下来的30年间观看了23场美国展览。美国试图让苏联人认可他们科学、技术、农业、医学、公共卫生、广播、电视、电影、出版物、政府、青年、体育、学术研究、文化和旅游等方面。 冷战时期的西方文化让苏联人民接触到了一种新的生活方式。

#### 起源
消费主义的根源可以追溯到1930年，1935年每个苏维埃共和国首都都建立了模范百货公司。百货公司是苏联经济成功的象征。在赫鲁晓夫的领导下，随着位于莫斯科的苏联百货公司GUM和中央百货公司TsUM 开始专注于贸易和社会互动，零售业开始盛行。

#### 赫鲁晓夫的反应
赫鲁晓夫对消费主义的反应比对文化的反应更正式。
赫鲁晓夫在回应美国爵士乐时表示：“我不喜欢爵士乐。听到爵士乐，就好像肚子里有气似的。当我在收音机里听到更确信了这种感觉。”
对于解冻期间的委托艺术家，赫鲁晓夫宣称：“只要我担任部长会议主席，我们就会支持真正的艺术。我们不会为傻瓜画的画出一分钱。"

### 私人住宅增加

#### 家居设计
厨房的流线型、简约的风格和美感逐渐应用于整个屋子的设计。赫鲁晓夫上台后，以前的风格都贴上了小资产阶级的标签。赫鲁晓夫谴责斯大林主义的华丽风格是一种浪费。解冻期间的房屋布置强调简单和实用，以批量生产的商品为主。赫鲁晓夫提倡增加消费文化，并公开宣布苏联的人均消费量将超过美国。然而，消费品多为缺乏装饰性且质量较差的现代商品，重点仍然放在产量而不是消费。